# Жуковский, Владимир Владимирович
Владимир Владимирович Жуковский (1814—1880) — генерал-лейтенант русской императорской армии.
В службе с 19 декабря 1832 года.
Генерал-майор с 17 апреля 1862 года, генерал-лейтенант с 17 апреля 1870 года. Был окружным интендантом Московского военного округа. Состоял по армейской пехоте.
Умер 28 марта (9 апреля) 1880 года. Похоронен на Волковском православном кладбище.